# Karl Born (Manager)

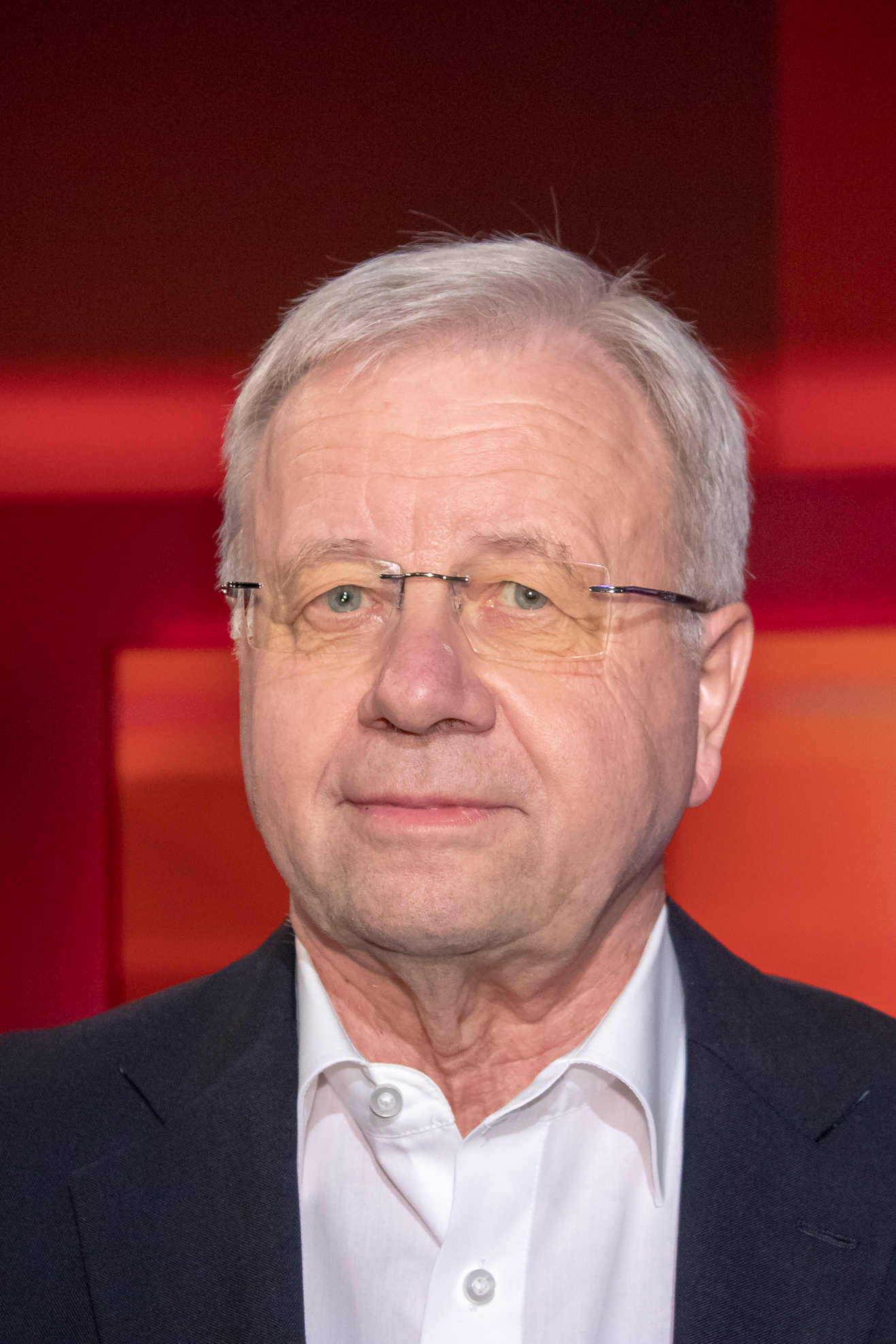
Karl Born in der ARD-Sendung „hart aber fair“, 2018

Karl Born (* 2. September 1943 in Konstanz) ist ein deutscher Wirtschaftswissenschaftler und Manager in Tourismusunternehmen. Von 2000 bis 2006 lehrte er als Professor an der Hochschule Harz in Wernigerode.

## Leben
Born wuchs in Mannheim auf und absolvierte nach Abschluss der Schulausbildung eine Lehre als Industriekaufmann. Eine anschließende Weiterbildung an der Verwaltungs- und Wirtschaftsakademie Mannheim beendete er als Betriebswirt (VWA). Ab Januar 1969 war er bei Condor Flugdienst in Frankfurt tätig, zunächst im Controlling, später als Vertriebsleiter. Am 1. Oktober 1987 wechselte er als Direktor für den Flugverkehr zur TUI nach Hannover. Später wurde er dort zum Generalbevollmächtigten ernannt und zum 1. Oktober 1992 in den Vorstand der Gesellschaft berufen. Ab dem 1. November 1997 war er im Vorstand der TUI Group für den Geschäftsbereich Europa Mitte, der die deutschsprachigen Länder und Polen umfasst. Gleichzeitig war er Vorsitzender der Geschäftsführung der TUI Deutschland GmbH und für den Geschäftsbereich Touristik direkt verantwortlich.
Auf Karl Born gehen zahlreiche Brancheninnovationen zurück, die erstmals von TUI umgesetzt wurden.  Dazu gehören das Beschwerdemanagement im Zielgebiet, die kostenlose Anreise zum Flughafen oder die „Geld-zurück-Garantie“.
Am 6. April 2000 legte er auf eigenen Wunsch sein Vorstandsmandat nieder.
Vom 1. Oktober 2000 bis zum 30. September 2006 hatte er eine Professur für Betriebswirtschaftslehre und Tourismusmanagement an der Hochschule Harz in Wernigerode inne. Im Anschluss wurde er dort zum Honorarprofessor ernannt und ist weiterhin in seinem Fachbereich tätig. Darüber hinaus nahm er einen Lehrauftrag an der Privaten Fachhochschule in Göttingen wahr.
Neben seiner Hochschultätigkeit trat Karl Born als Referent auf Verbandstagungen und Führungskräftetagungen verschiedener Firmen zu allen touristischen Themen auf. Aber auch mit Vorträgen zu generellen Themen außerhalb des Tourismus wie Kundenorientierung, Beschwerdemanagement, Krisenmanagement außerhalb des Tourismus wurde Born oft engagiert. Born trat in Rundfunk- und TV-Nachrichtensendungen als Experte auf. In der Tourismuswirtschaft ist er bekannt für die seit 2001 wöchentlich auf seiner Website und als Newsletter veröffentlichte Kolumne Borns bissige Bemerkungen und seine Kolumne Die Born-Ansage.
Born gehört dem Aufsichtsrat der Dorint GmbH in Köln an. Er ist Mitglied im „Studienkreis für Tourismus“ und im wissenschaftlichen Beirat TINTKO (Team für Internationale Touristische Kommunikation).

## Ehrungen und Auszeichnungen
- 2018 Lifetime-Award des Travel Industry Club „für sein jahrzehntelanges Engagement im Tourismus“.[7]
- 2009 Columbus Ehrenpreis der Vereinigung Deutscher Reisejournalisten „für seine besonderen Verdienste um den Tourismus“[8]

## Werke
- Karl Born (Herausgeber), Harald Bastian (Herausgeber), Axel Dreyer (Herausgeber): Kundenorientierung im Touristikmanagement, 2. Auflage, Oldenbourg-Verlag, Januar 2000, ISBN 978-3-486-25304-7
- Karl Born (Mitautor), Felizitas Romeiß-Stracke (Autorin): Abschied von der Spassgesellschaft : Freizeit und Tourismus im 21. Jahrhundert, Büro Wilhelm, Amberg, 2003, ISBN 3-936721-10-6
- Karl Born (Autor), Harald Bastian (Herausgeber): Der integrierte Touristikkonzern: Strategien, Erfolgsfaktoren und Aufgaben, Oldenbourg-Verlag, Januar 2004, ISBN 978-3-486-27543-8
- Karl Born (Mitautor), Hans H. Hinterhuber (Herausgeber), Harald Pechlaner (Herausgeber), Marc-Oliver Kaiser (Herausgeber), Kurt Matzler (Herausgeber): Kundenmanagement als Erfolgsfaktor: Grundlagen des Tourismusmarketing, Erich-Schmidt-Verlag, Berlin, Februar 2004, ISBN 978-3-503-07818-9
- Karl Born (Autor), Harald Bastian (Autor), Axel Dreyer (Herausgeber), Matilde S Gross (Herausgeber), Andrea Heilmann (Autor), Karla Henschel (Autor), Renate Hesse (Autor), Katja Loderstedt (Autor), Michael T Schreiber (Autor), Armin Willingmann (Autor): Tourismus 2015: Tatsachen und Trends im Tourismusmanagement, ITD-Verlag-Verlag, Oktober 2004, ISBN 978-3-9808845-6-3
- Karl Born (Mitautor), Harald Pechlaner (Herausgeber), Dirk Glaesser (Herausgeber): Risiko und Gefahr im Tourismus: Erfolgreicher Umgang mit Krisen und Strukturbrüchen, Erich-Schmidt-Verlag, Berlin, November 2004, ISBN 978-3-503-08377-0
- „Tourismus 3.0“, zu Ehren Prof. Karl Born, Schriftenreihe Dienstleistungsmanagement, Herausgeber Prof. Dr. Axel Dreyer, ITD-Verlag, Hamburg, 2009, ISBN 978-3-9810378-6-9